# 渡辺六郎
渡辺 六郎（わたなべ ろくろう、1924年4月6日 - 2015年10月14日）は、日本の経営者。タカラスタンダード社長、会長を務めた。

## 経歴
東京都出身。1950年に慶應義塾大学文学部を卒業し、同年に日本製鉄に入社。1964年に日本エナメル(のちのタカラスタンダード)に転じ、取締役に就任し、1967年に常務、1971年に専務を経て、1983年に社長に就任。1998年に会長に就任。
2015年10月14日心不全のために死去。91歳没。